# Козак, Роберто
Роберто Козак (исп. Roberto Kozak, 14 мая 1942 — 4 сентября 2015) — аргентинский дипломат украинского происхождения, инженер по образованию. За помощь политическим заключенным после чилийского переворота 1973 года его называют «чилийским Оскаром Шиндлером».

## Биография
Родился 14 мая 1942 года в северо-восточной Аргентине в многодетной семье (двенадцать детей). Происходил из семьи с украинскими корнями (семья отца эмигрировала в 80-е годы XIX века, мать родилась в Буэнос-Айресе). В детстве переехал с семьей в рабочие предместья Буэнос-Айреса, где отец перебивался случайными заработками.
С 1952 года Козак подрабатывал после школы в книжном магазине, где хозяин разрешал ему читать книги. Благодаря доступу к книгам заинтересовался инженерией, механикой и международной политикой. После окончания школы начал учёбу на факультете инженерии в Университете Буэнос-Айреса. После учёбы работал по специальности, но часто менял работу.
В 1968 году устроился на работу в аргентинском офисе Международного Комитета по европейской миграции. После двух лет работы прошёл курс для дипломатов в Западной Германии, а потом — курс английского языка в Лондоне. С 1971 до 1973 года работал в штаб-квартире Комитета в Женеве, разрабатывая программы по интеграции для Латинской Америки.
В мае 1972 года переехал в офис организации в Чили. После военного путча 11 сентября 1973 года в Чили начались массовые аресты противников новой власти. В 1973—1978 годы было арестовано 70 тысяч людей, из которых 30 тысяч подвергли пыткам, а 3500 убили.
Сразу после переворота Козак начал помогать преследуемым. Он установил контакты с дипломатами, благоприятствующими оппозиции (в частности, шведским послом Харольдом Эдельстамом), и с правозащитными организациями. Козак разыскивал арестованных в лагерях, устанавливал контакты с важными государственными чиновниками (военными, политиками, офицерами спецслужб), от которых потом добивался освобождения заключенных, получал визы в сотрудничающих с ним посольствах, предоставлял укрытие или прятал в своем офисе или дома и перевозил в аэропорт. Кроме того, убеждал высокопоставленных чиновников в том, что Чили имеет плохую репутацию в прессе из-за массовых преследований оппозиции, убеждал освобождать, по крайней мере, небольшие группы политических заключенных. Одной из освобожденных и вывезенных им из страны людей была мать первой женщины-президента Чили Мишель Бачелет. По оценкам американских дипломатов, каждый месяц с помощью Козака из страны смогли бежать 400—600 человек, а в общей сложности он помог покинуть страну 25-35 тысячам политических заключенных. По этой причине Козака называют «чилийским Оскаром Шиндлером».
В 1979 г. Козак вернулся в Женеву, где принял руководство отделом ICEM по вопросам миграции в Латинской Америке. В 1984 г. он вернулся в Чили и начал помогать в возвращении в страну тем, кто эмигрировал в период гонений. 31 декабря 1986 года он был задержан и допрошен после того, как произошло покушение на Пиночета. Он снова покинул Чили после падения диктатуры в 1991 году. Прибыл в Москву, где основал отделение Международной организации по вопросам миграции. В 1994 году снова поселился в Женеве, как член руководства IOM. В 2004 году он вышел на пенсию и поселился в Чили.
Умер в сентябре 2015 года от онкологического заболевания, которым он страдал в течение последних десяти лет.

## Награды
- Крест Великого Ордена Бернардо О’Хиггинса[4] (1992)[1]
- Медаль Двухсотлетия Чили (2011)[5]
- Гражданство Чили (2015)[1]

## Личная жизнь
В 1963 г. вступил в брак с Эльзой Беатрис, происходящей из семьи польских иммигрантов. У пары родился сын Серхио, но дело дошло до развода, когда ребёнку исполнилось два года. В 1976 г. Казак встретил вторую жену, Сильвию, с которой у него было двое детей: Николай и Натали.